# Thrène

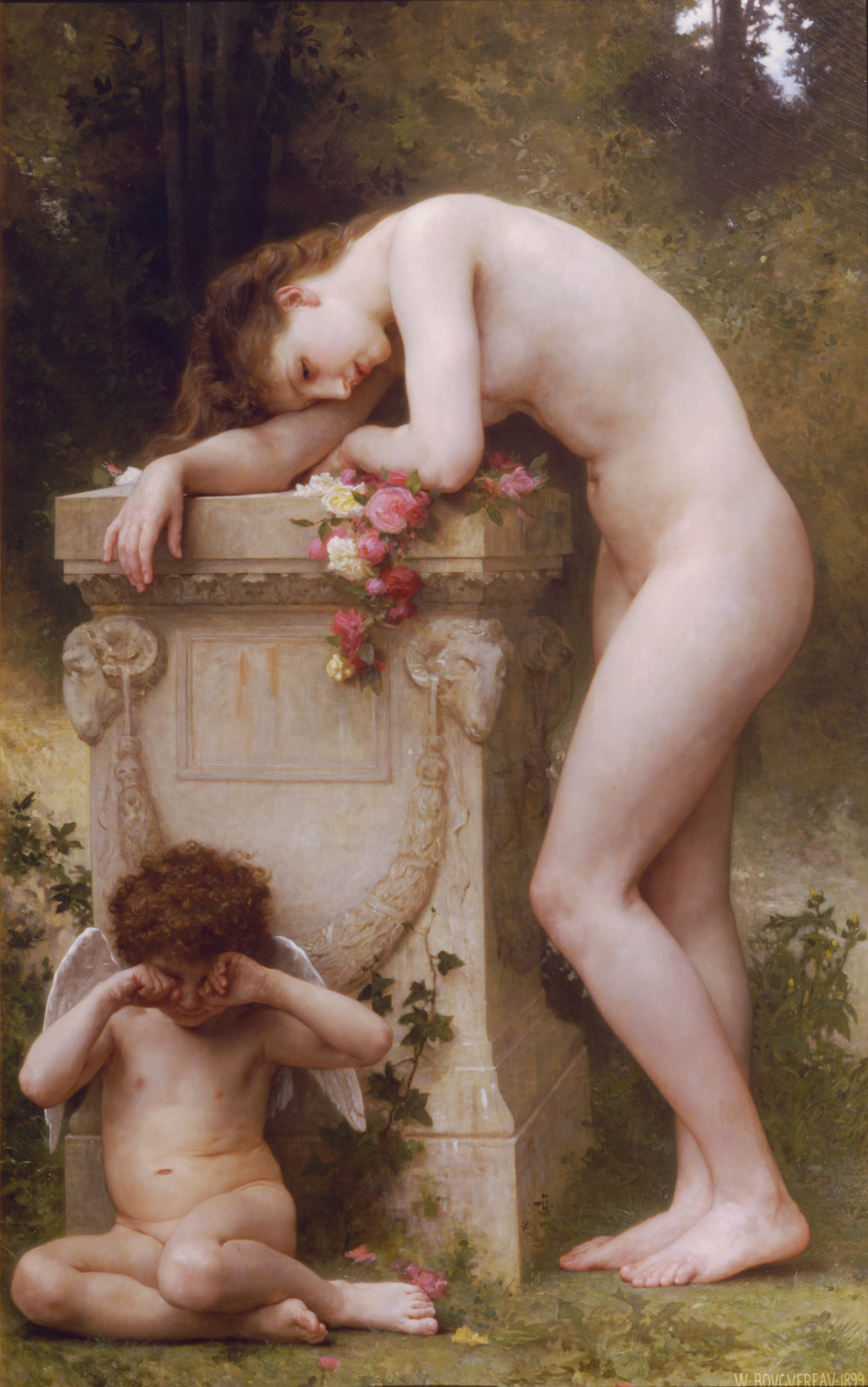
William Bouguereau, Élégie (1899).

En Grèce antique, un thrène (du grec ancien θρῆνος / thrếnos, de θρέομαι / thréomai, « pousser de grands cris »), aussi appelé mélopée, est une lamentation funèbre chantée lors de funérailles, avant de devenir un style à part entière. À l'époque moderne, ce terme désigne une œuvre littéraire ou musicale qui ressortit à la complainte funèbre ou à la lamentation poétique.

## Histoire

### Antiquité
On trouve une description de thrène au chant XXIV de l'Iliade, lors de l'exposition du corps d'Hector : 

« Ils ramenèrent le héros dans sa noble demeure

Et le placèrent sur un lit sculpté. À ses côtés

Vinrent se mettre des chanteurs de thrènes, qui poussèrent

Leurs chants plaintifs, ponctués par les longs sanglots des femmes. »

Chanté par des aèdes, le thrène rappelle la vie du défunt ; il alterne avec les gémissements des femmes (γόος / góos). Des sarcophages minoens et mycéniens représentent déjà des chœurs, voire des doubles chœurs d'hommes et de femmes, entourant le cadavre du mort. À l'époque archaïque, Simonide de Céos et Pindare composent des thrènes dont il ne reste plus que des fragments. Le thrène se retrouve également dans la tragédie sous la forme du kommos, chanté par le chœur : Aristote le définit comme « un chant de lamentation commun au chœur et aux acteurs sur scène ».

### Temps modernes
À partir de la Renaissance, les Lamentations de Jérémie — lamentations, dans la Bible, attribuées au prophète Jérémie — jouent un rôle important. Nées dans la religion juive, ces lamentations ont été reprises dans la religion chrétienne : elles sont récitées au cours de l'office de nuit des trois Jours saints (les trois jours de la Passion du Christ, qui aboutissent à la fête de Pâques). En outre, ce texte célèbre a été régulièrement mis en musique, par exemple par Alexandre Agricola au XVe siècle, Thomas Tallis ou Roland de Lassus au XVIe siècle, ou encore par Francesco Durante au XVIIIe siècle, Igor Stravinsky (Threni) au XXe siècle, et par bien d'autres, donnant naissance au genre musical des Lamentations.
Krzysztof Penderecki a repris le terme pour son Thrène à la mémoire des victimes d'Hiroshima, composé en 1961, de même que Bright Sheng en 2000 pour Nanjing ! Nanjing !, un thrène pour pipa et orchestre commémorant le massacre de Nankin. L'écrivain et scénariste polonais Bohdan Czeszko (pl) a écrit une nouvelle dont le titre est Thrène. L'auteur contemporain français Jean-Charles Vegliante a aussi écrit un thrène pour un deuil.